# Croton sancti-paulii
Espèce
Croton sancti-paulii est une espèce de plantes à fleurs du genre Croton et de la famille des Euphorbiaceae, présente au Brésil (São Paulo).